# Loebegge

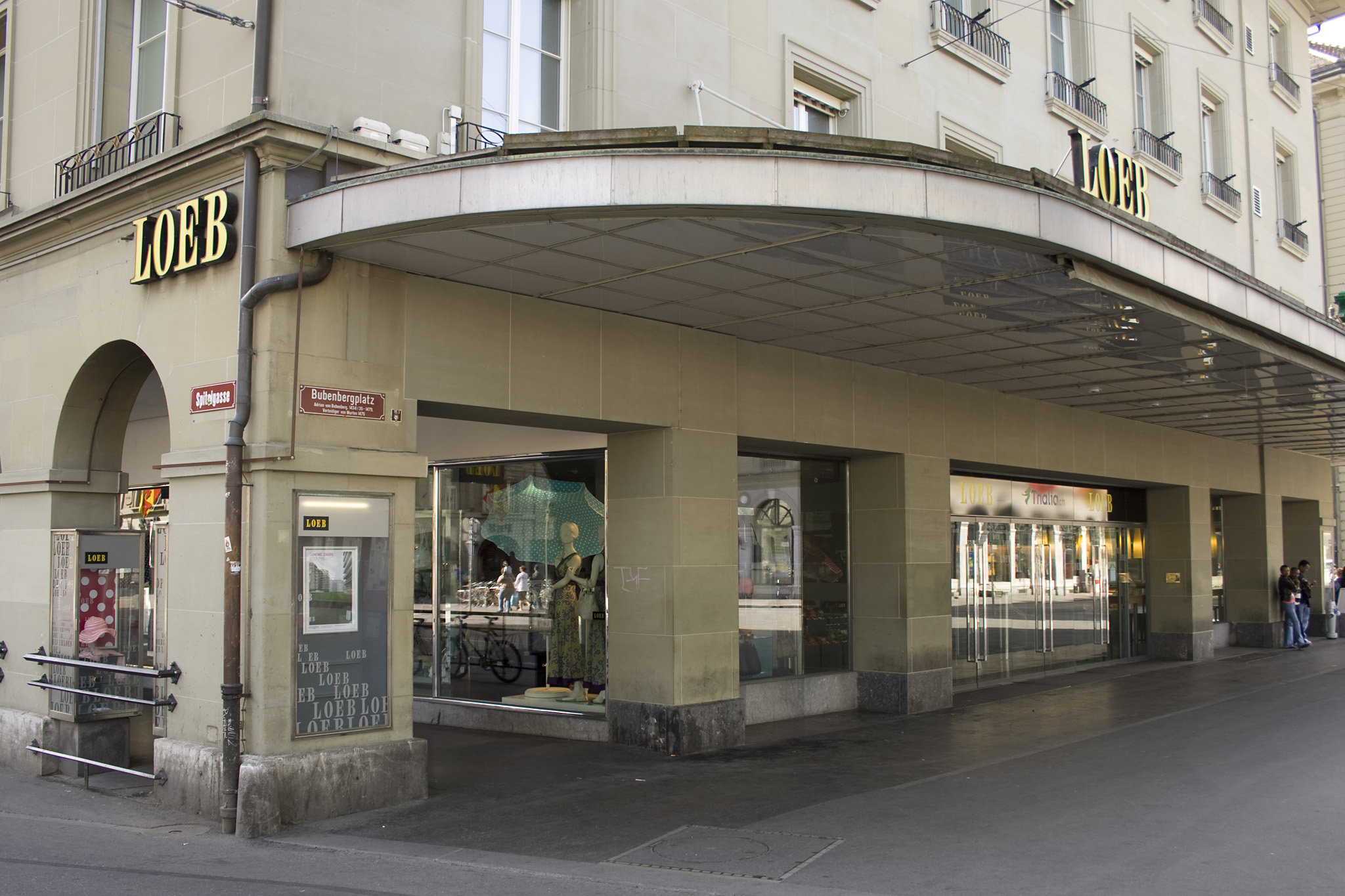
Loeb-Egge

Der Loeb-Egge [ˈløːb.ˌɛkə] ist ein beliebter und bekannter Treffpunkt an der Ecke Spitalgasse/Bubenbergplatz in Bern.
Loeb ist eines der grössten Warenkaufhäuser der Stadt Bern, „Egge“ ist das schweizerdeutsche Wort für Ecke. Der Loeb-Egge befindet sich also an der Ecke des Kaufhauses Loeb.
Der Loeb-Egge wurde im Herbst 2006 umgestaltet, so dass die vorher öffentlich zugängliche Ecke nun Teil des Warenhauses ist. Der Treffpunkt vor dem Gebäude wird aber nach wie vor genutzt. Bis 2007 gab es das Loeb-Egge-Telefon. Auf dieses konnte man anrufen und eine Verspätung melden. Wenn eine falsche Person das Telefon entgegennahm, rief diese den eigentlichen Empfänger auf und übergab die Nachricht.
In der Nähe befinden sich die Heiliggeistkirche und die Haltestellen von Bernmobil.

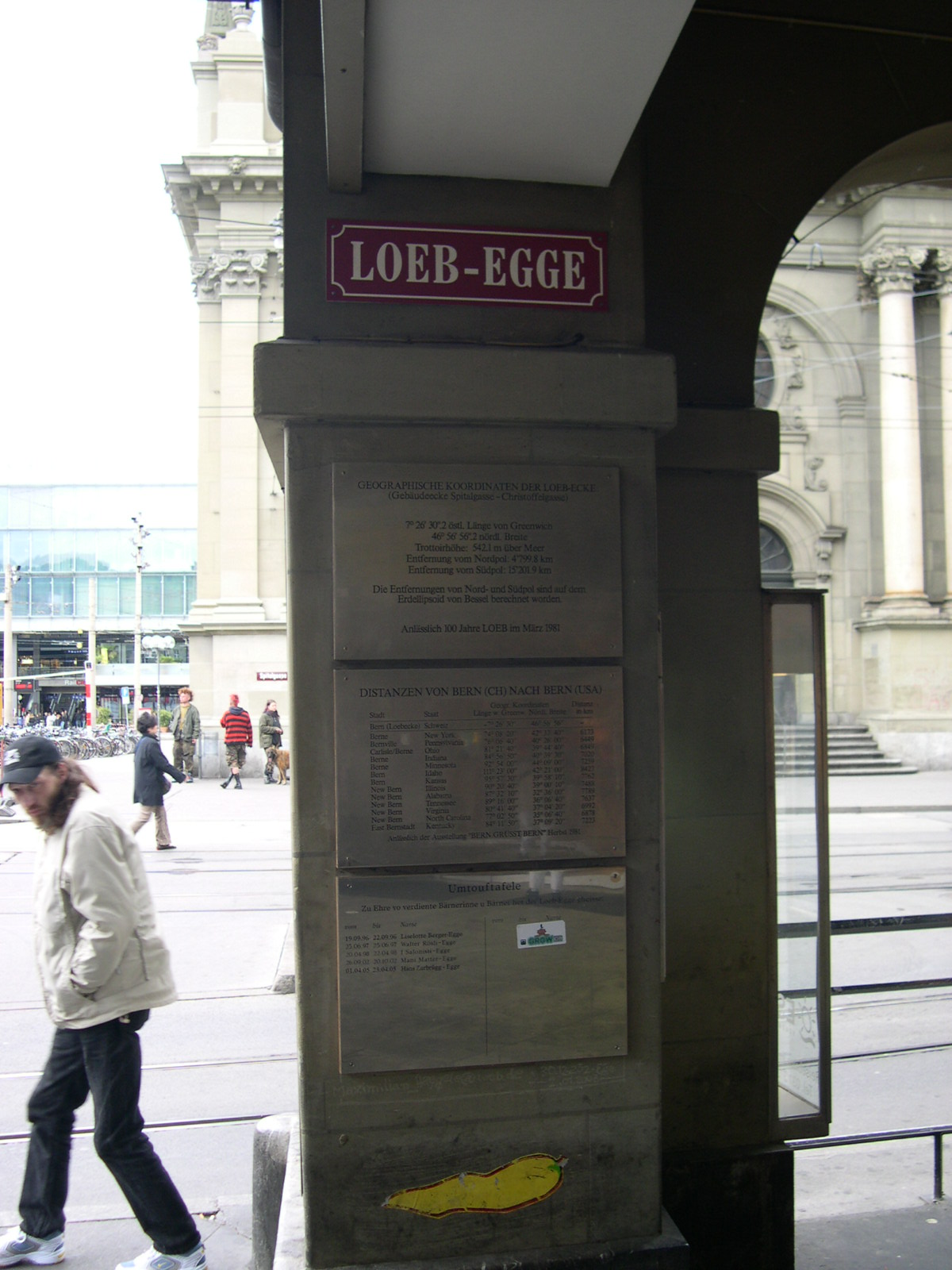
Schilder am Loeb-Egge

An der ersten Säule des Arkadenganges zur Spitalgasse sind unter einem Schild mit der Aufschrift „Loeb-Egge“ drei Metalltafeln angebracht, deren oberste folgendermassen beschriftet ist:
| GEOGRAPHISCHE KOORDINATEN DER LOEB-ECKE (Gebäudeecke Spitalgasse – Christoffelgasse) 7° 26' 26".6 östl. Länge von Greenwich 46° 56' 51".3 nördl. Breite Trottoirhöhe: 542,1 m über Meer Entfernung vom Nordpol: 4799,8 km Entfernung vom Südpol: 15201,9 km Die Entfernungen von Nord- und Südpol sind auf dem Erdellipsoid von Bessel berechnet worden. Anlässlich 100 Jahre LOEB im März 1981 |

Die zweite Tafel wurde anlässlich der Ausstellung Bern grüsst Bern im Herbst 1981 aufgehängt und verzeichnet die Distanzen von Bern in der Schweiz zu verschiedenen Ortschaften namens Bern in den USA:
| Stadt           | Staat          | Länge w. Greenw. | Nördl. Breite | Distanz in km |
| --------------- | -------------- | ---------------- | ------------- | ------------- |
| Bern (Loebecke) | Schweiz        | 7° 26' 26"       | 46° 56' 51"   | –             |
| Berne           | New York       | 74° 08' 20"      | 42° 37' 40"   | 6173          |
| Bernville       | Pennsylvania   | 76° 06' 40"      | 40° 26' 00"   | 6449          |
| Carlisle/Berne  | Ohio           | 81° 21' 40"      | 39° 44' 40"   | 6849          |
| Berne           | Indiana        | 84° 56' 50"      | 40° 39' 30"   | 7020          |
| Berne           | Minnesota      | 92° 54' 00"      | 44° 09' 00"   | 7259          |
| Bern            | Idaho          | 111° 23' 00"     | 42° 21' 00"   | 8427          |
| Bern            | Kansas         | 95° 57' 30"      | 39° 58' 10"   | 7762          |
| New Bern        | Illinois       | 90° 20' 40"      | 39° 00' 10"   | 7488          |
| New Bern        | Alabama        | 87° 32' 10"      | 32° 36' 00"   | 7789          |
| New Bern        | Tennessee      | 89° 16' 00"      | 36° 06' 40"   | 7637          |
| New Bern        | Virginia       | 80° 41' 40"      | 37° 04' 20"   | 6992          |
| New Bern        | North Carolina | 77° 02' 50"      | 35° 06' 40"   | 6878          |
| East Bernstadt  | Kentucky       | 84° 11' 50"      | 37° 09' 20"   | 7223          |

Die dritte Tafel ist eine „Umtauftafel“ und nennt die Namen verdienter Berner Persönlichkeiten, nach denen der Loeb-Egge jeweils temporär umbenannt wurde, nämlich:
| von                | bis                | Name                  |
| ------------------ | ------------------ | --------------------- |
| 19. September 1996 | 22. September 1996 | Liselotte Berger-Egge |
| 23. Juni 1997      | 25. Juni 1997      | Walter Rösli-Egge     |
| 20. April 1998     | 22. April 1998     | I Salonisti-Egge      |
| 26. September 2002 | 20. Oktober 2002   | Mani Matter-Egge      |
| 1. April 2005      | 23. April 2005     | Hans Zurbrügg-Egge    |

Koordinaten: 46° 56′ 51,4″ N, 7° 26′ 26,6″ O; CH1903: 600160 / 199613